# Shavy Babicka
Shavy Warren Babicka (Libreville, 1º giugno 2000) è un calciatore gabonese, centrocampista della Stella Rossa e della nazionale gabonese.

## Carriera

### Club
Dopo aver giocato in patria nella prima divisione locale con il Mangasport e in Ruanda con il Kiyovu Sports, nell'estate del 2021 si trasferisce all'Arīs Limassol, club della prima divisione cipriota.
In seguito ha giocato nella prima divisione francese con il Tolosa ed in quella serba con la Stella Rossa.

### Nazionale
Il 4 giugno 2022 ha esordito con la nazionale gabonese, giocando l'incontro vinto per 0-1 contro la RD del Congo, valido per le qualificazioni alla Coppa delle nazioni africane 2023, realizzando il gol della vittoria.

## Statistiche

### Presenze e reti nei club
Statistiche aggiornate al 30 maggio 2025.
| Stagione             | Squadra              | Campionato           | Campionato | Campionato | Coppe nazionali | Coppe nazionali | Coppe nazionali | Coppe continentali | Coppe continentali | Coppe continentali | Altre coppe | Altre coppe | Altre coppe | Totale | Totale |
| Stagione             | Squadra              | Comp                 | Pres       | Reti       | Comp            | Pres            | Reti            | Comp               | Pres               | Reti               | Comp        | Pres        | Reti        | Pres   | Reti   |
| -------------------- | -------------------- | -------------------- | ---------- | ---------- | --------------- | --------------- | --------------- | ------------------ | ------------------ | ------------------ | ----------- | ----------- | ----------- | ------ | ------ |
| 2021-2022            | Arīs Limassol        | A                    | 19+9       | 3          | CC              | 1               | 0               | -                  | -                  | -                  | -           | -           | -           | 29     | 3      |
| 2022-2023            | Arīs Limassol        | A                    | 26+9       | 5+3        | CC              | 1               | 0               | UECL               | 1                  | 0                  | -           | -           | -           | 37     | 8      |
| 2023-gen. 2024       | Arīs Limassol        | A                    | 12         | 1          | CC              | 1               | 0               | UCL+UEL            | 4+7                | 1+3                | SC          | 1           | 0           | 25     | 5      |
| Totale Aris Limassol | Totale Aris Limassol | Totale Aris Limassol | 75         | 12         |                 | 3               | 0               |                    | 12                 | 4                  |             | 1           | 0           | 91     | 16     |
| gen-giu. 2024        | Tolosa               | L1                   | 12         | 1          | CF              | 1               | 0               | UEL                | 2                  | 0                  | SF          | -           | -           | 15     | 1      |
| 2024-2025            | Tolosa               | L1                   | 30         | 4          | CF              | 3               | 0               | -                  | -                  | -                  | -           | -           | -           | 33     | 4      |
| Totale Tolosa        | Totale Tolosa        | Totale Tolosa        | 42         | 5          |                 | 4               | 0               |                    | 2                  | 0                  |             | -           | -           | 48     | 5      |
| Totale carriera      | Totale carriera      | Totale carriera      | 117        | 17         |                 | 7               | 0               |                    | 14                 | 4                  |             | 1           | 0           | 139    | 21     |

### Cronologia presenze e reti in nazionale
| Cronologia completa delle presenze e delle reti in nazionale ― Gabon | Cronologia completa delle presenze e delle reti in nazionale ― Gabon | Cronologia completa delle presenze e delle reti in nazionale ― Gabon | Cronologia completa delle presenze e delle reti in nazionale ― Gabon | Cronologia completa delle presenze e delle reti in nazionale ― Gabon | Cronologia completa delle presenze e delle reti in nazionale ― Gabon | Cronologia completa delle presenze e delle reti in nazionale ― Gabon | Cronologia completa delle presenze e delle reti in nazionale ― Gabon |
| Data                                                                 | Città                                                                | In casa                                                              | Risultato                                                            | Ospiti                                                               | Competizione                                                         | Reti                                                                 | Note                                                                 |
| -------------------------------------------------------------------- | -------------------------------------------------------------------- | -------------------------------------------------------------------- | -------------------------------------------------------------------- | -------------------------------------------------------------------- | -------------------------------------------------------------------- | -------------------------------------------------------------------- | -------------------------------------------------------------------- |
| 4-6-2022                                                             | Kinshasa                                                             | RD del Congo                                                         | 0 – 1                                                                | Gabon                                                                | Qual. Coppa d'Africa 2023                                            | 1                                                                    | 55’                                                                  |
| 17-11-2022                                                           | Adalia                                                               | Gabon                                                                | 3 – 1                                                                | Guinea-Bissau                                                        | Amichevole                                                           | -                                                                    | 71’                                                                  |
| 20-11-2022                                                           | Adalia                                                               | Gabon                                                                | 3 – 1                                                                | Niger                                                                | Amichevole                                                           | -                                                                    |                                                                      |
| 23-3-2023                                                            | Franceville                                                          | Gabon                                                                | 1 – 0                                                                | Sudan                                                                | Qual. Coppa d'Africa 2023                                            | -                                                                    | 78’                                                                  |
| 27-3-2023                                                            | Omdurman                                                             | Sudan                                                                | 1 – 0                                                                | Gabon                                                                | Qual. Coppa d'Africa 2023                                            | -                                                                    | 59’                                                                  |
| 18-6-2023                                                            | Franceville                                                          | Gabon                                                                | 0 – 2                                                                | RD del Congo                                                         | Qual. Coppa d'Africa 2023                                            | -                                                                    | 74’                                                                  |
| 9-9-2023                                                             | Nouakchott                                                           | Mauritania                                                           | 2 – 1                                                                | Gabon                                                                | Qual. Coppa d'Africa 2023                                            | -                                                                    | 71’                                                                  |
| 16-11-2023                                                           | Franceville                                                          | Gabon                                                                | 2 – 1                                                                | Kenya                                                                | Qual. Mondiali 2026                                                  | -                                                                    | 46’                                                                  |
| 19-11-2023                                                           | Dar-es-Salaam                                                        | Burundi                                                              | 1 – 2                                                                | Gabon                                                                | Qual. Mondiali 2026                                                  | -                                                                    | 73’                                                                  |
| 22-3-2024                                                            | Amiens                                                               | Senegal                                                              | 3 – 0                                                                | Gabon                                                                | Amichevole                                                           | -                                                                    | 81’                                                                  |
| 25-3-2024                                                            | Chambly                                                              | Gabon                                                                | 1 – 1                                                                | Rep. del Congo                                                       | Amichevole                                                           | -                                                                    | 87’                                                                  |
| 6-9-2024                                                             | Agadir                                                               | Marocco                                                              | 4 – 1                                                                | Gabon                                                                | Qual. Coppa d'Africa 2025                                            | -                                                                    | 65’                                                                  |
| 10-9-2024                                                            | Franceville                                                          | Gabon                                                                | 2 – 0                                                                | Rep. Centrafricana                                                   | Qual. Coppa d'Africa 2025                                            | 1                                                                    | 69’                                                                  |
| 11-10-2024                                                           | Franceville                                                          | Gabon                                                                | 0 – 0                                                                | Lesotho                                                              | Qual. Coppa d'Africa 2025                                            | -                                                                    | 46’                                                                  |
| 15-10-2024                                                           | Durban                                                               | Lesotho                                                              | 0 – 2                                                                | Gabon                                                                | Qual. Coppa d'Africa 2025                                            | 1                                                                    | 71’                                                                  |
| 15-11-2024                                                           | Franceville                                                          | Gabon                                                                | 1 – 5                                                                | Marocco                                                              | Qual. Coppa d'Africa 2025                                            | -                                                                    | 85’                                                                  |
| 18-11-2024                                                           | Johannesburg                                                         | Rep. Centrafricana                                                   | 0 – 1                                                                | Gabon                                                                | Qual. Coppa d'Africa 2025                                            | -                                                                    | 39’                                                                  |
| 20-3-2025                                                            | Franceville                                                          | Gabon                                                                | 3 – 0                                                                | Seychelles                                                           | Qual. Mondiali 2026                                                  | -                                                                    |                                                                      |
| Totale                                                               |                                                                      | Presenze                                                             | 18                                                                   |                                                                      | Reti                                                                 | 3                                                                    |                                                                      |

## Palmarès

### Club

#### Competizioni nazionali
- Campionato cipriota: 1

Aris Limassol: 2022-2023
- Supercoppa di Cipro: 1

Aris Limassol: 2023